# Sleme (Chorwacja)
Sleme – wieś w Chorwacji, w żupanii primorsko-gorskiej, w gminie Lokve. W 2011 roku liczyła 104 mieszkańców.